# Arno Lustiger

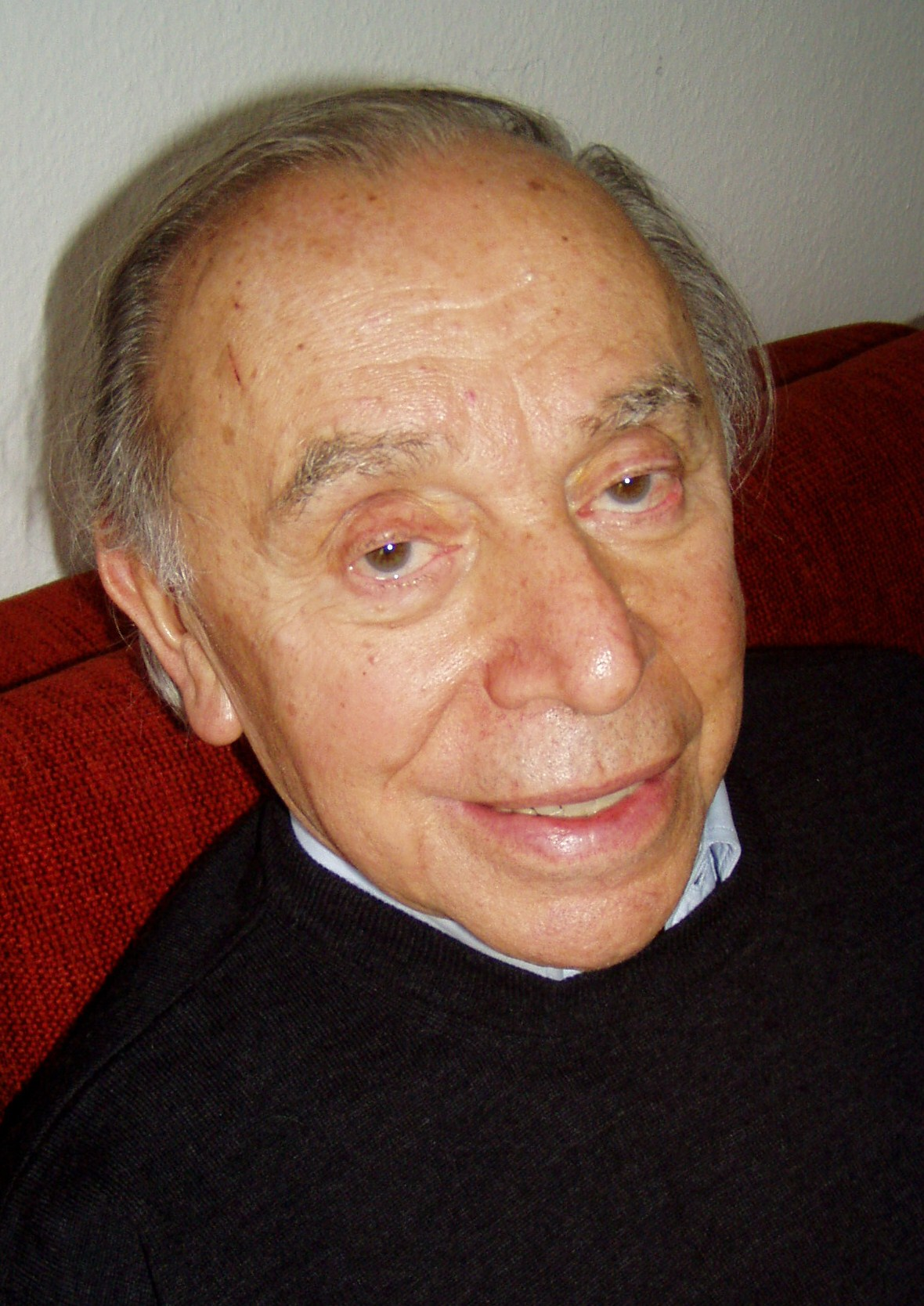
Arno Lustiger (2007)

Arno Lustiger (geb. 7. Mai 1924 in Będzin; gest. 15. Mai 2012 in Frankfurt am Main) war ein deutscher Historiker polnischer Herkunft. Lustiger – selbst Überlebender des Holocaust – hat wesentliche Beiträge zur Erforschung und Aufarbeitung der Geschichte des jüdischen Widerstands gegen die Diktatur des Nationalsozialismus geleistet.

## Leben

### Lebensweg bis zum Ende des Zweiten Weltkriegs
Arno Lustiger wurde 1924 als Kind polnischer Juden in Będzin geboren, wo er auch seine Kindheit verbrachte. Sein Vater David Lustiger war Stadtrat und Besitzer eines Betriebs für Bäckereimaschinen. Nach dem Ausbruch des Zweiten Weltkriegs 1939 wurde die Stadt von den Deutschen besetzt und das väterliche Unternehmen „arisiert“. David Lustiger blieb zunächst als Angestellter weiter beschäftigt.
Anfang 1943 wurde die jüdische Bevölkerung Będzins im Ghetto Będzin interniert, die Familie Lustiger verbarg sich in einem Kellerversteck. Im August 1943 wurde das Ghetto geräumt, und seine Bewohner wurden ins Vernichtungslager Auschwitz-Birkenau deportiert. Einige Tage später ging die Familie ins Zwangsarbeiterlager Annaberg in Schlesien, um wenigstens zusammenzubleiben. Dort wurde die Familie jedoch auseinandergerissen. Arno Lustiger kam in das Konzentrationslager Ottmuth und dann in das KZ Blechhammer, ein Außenlager von Auschwitz. Ab dem 21. Januar 1945 wurde Lustiger wegen der anrückenden sowjetischen Truppen im eiskalten Winter von der SS zu einem Todesmarsch zum KZ Groß-Rosen in Niederschlesien gezwungen, den nur 2000 von 4000 Häftlingen überlebten. Dann wurde er zum KZ Buchenwald transportiert und von dort ins KZ Langenstein-Zwieberge bei Halberstadt. Die Lebenserwartung der Häftlinge betrug dort laut Lustiger in der Regel drei bis vier Wochen. Im April 1945 floh Lustiger bei einem weiteren Todesmarsch, als auch dieses Konzentrationslager angesichts der anrückenden amerikanischen Truppen geräumt wurde. Dabei fiel Lustiger Angehörigen des Volkssturms in die Hände, konnte abermals entkommen und wurde von amerikanischen Soldaten gefunden und zu einem uniformierten und bewaffneten Dolmetscher der US Army gemacht.
Sein Vater David Lustiger war für kurze Zeit ins KZ Blechhammer verbracht und dann im KZ Auschwitz-Birkenau getötet worden. Arno Lustiger blieb nach dem Krieg in Deutschland. Die Einwanderung (Alija) nach Palästina bzw. Israel war ihm wegen des dortigen heißen Klimas und seiner angegriffenen Gesundheit nicht möglich. Seine Schwester hatte das KZ Bergen-Belsen überlebt. Sie durfte nicht in die USA einreisen, weil sie an Tuberkulose erkrankt war.

### Nach 1945: Unternehmensaufbau und Forschung zur Aufarbeitung des NS-Regimes
Nach dem Ende des Zweiten Weltkriegs lebte Arno Lustiger in Frankfurt am Main. Als Textilfabrikant baute er dort ein erfolgreiches Unternehmen für Damenmoden auf. Er war Mitbegründer der Jüdischen Gemeinde Frankfurt am Main und Vorstandsmitglied der Budge-Stiftung. Ab dem Ende der 1980er Jahre – nach „40 Jahren des Schweigens“, wie er es selbst formulierte, begann Lustiger, zur jüdischen Geschichte vor allem im 20. Jahrhundert zu publizieren. Er widmete sich besonders der deutsch-jüdischen Geschichte, dem Spanischen Bürgerkrieg, dem jüdischen Widerstand sowie der Verfolgung der Juden in der Sowjetunion unter Stalin, vor allem in den Jahren nach dem Zweiten Weltkrieg. Er war vom Sommersemester 2004 bis zum Sommersemester 2006 Gastprofessor am Fritz Bauer Institut in Frankfurt am Main.

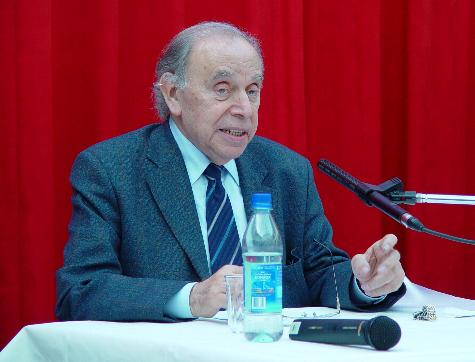
Arno Lustiger (2005)

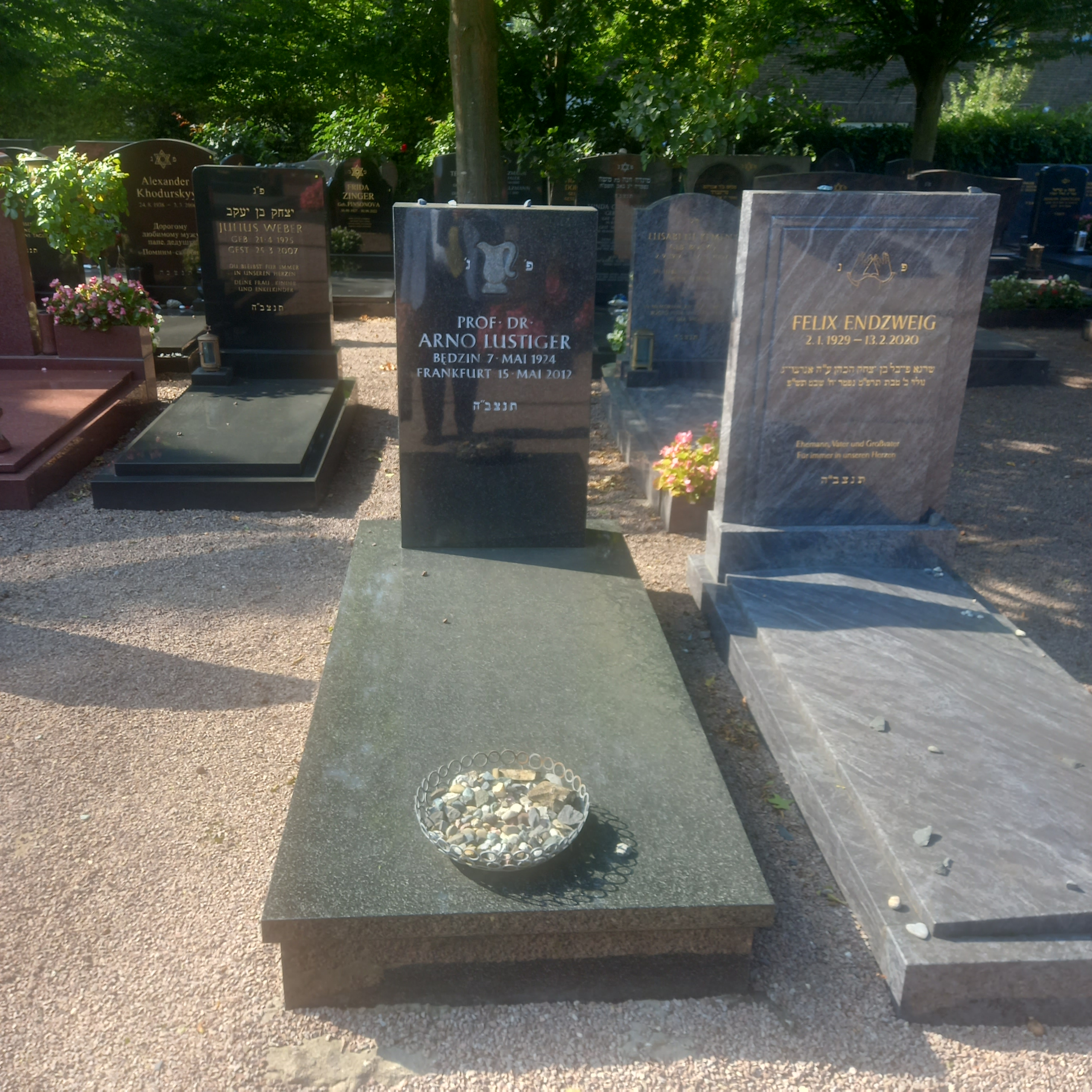
Das Grab von Arno Lustiger auf dem Neuen Jüdischen Friedhof in Frankfurt am Main

In einer viel beachteten Kontroverse widersprach Lustiger dem amerikanischen Historiker Raul Hilberg, der die Position vertrat, der jüdische Widerstand gegen das NS-Regime sei belanglos gewesen.
Am 27. Januar 2005 sprach Arno Lustiger anlässlich der Gedenkstunde zum Tag des Gedenkens an die Opfer des Nationalsozialismus zusammen mit Wolf Biermann vor dem Deutschen Bundestag. Unter anderem wies er auf die fehlende historische Aufarbeitung der Todesmärsche von KZ-Häftlingen hin, denen mehrere hunderttausend Häftlinge auf den Straßen des Deutschen Reichs zum Opfer gefallen waren.
Arno Lustiger appellierte am 17. Januar 2006 durch einen von ihm verfassten Aufruf an Freunde und Bekannte, die für den 20. Januar 2006 in der Frankfurter Heiliggeistkirche geplante Vorstellung des Buches Ich will nicht mehr schweigen. Über Recht und Gerechtigkeit in Palästina von Rupert Neudeck zu verhindern. Dieser Aufruf hatte Erfolg, weil die evangelische Kirche den dafür vorgesehenen Saal nicht mehr zur Verfügung stellen wollte. Lustiger bezeichnete die für die Veranstaltung vorgesehenen Redner als „eigentümliche Gestalten“ und hielt sie offensichtlich für Feinde Israels.
Am 10. September 2006 erschien ein Essay von ihm, leicht gekürzt, in der Frankfurter Allgemeinen Sonntagszeitung. Es trägt den Titel Dichtung und Wahrheit? Nein, Schummelei! Es handelt sich um Anmerkungen zum jüngsten Buch von Günter Grass. Lustiger übt darin Kritik an Günter Grass, ohne ihn jedoch zu verdammen.
Lustiger wurde Vater zweier Töchter, der Malerin Rina Lustiger und der Schriftstellerin Gila Lustiger. Jean-Marie Kardinal Lustiger, der am 5. August 2007 verstorbene Erzbischof von Paris, war sein Cousin.
Eine tiefe Freundschaft verband Lustiger mit dem Schriftsteller Valentin Senger, den er auch geistig und in seiner inhaltlichen Arbeit unterstützte. In Interviews und auf Veranstaltungen nannte er Senger seinen „Bruder“, während beide nicht verwandt waren.
Wolf Biermann schrieb für Lustiger das Lied „Nur wer sich ändert, bleibt sich treu.“

## Schriften
Als Autor
- „Schalom Libertad!“ Juden im Spanischen Bürgerkrieg. Athenäum, Frankfurt am Main 1989, ISBN 3-610-08529-0.
- „Sog nit kejnmol“ – Lieder des jüdischen Widerstandes. Stadt Frankfurt am Main, Dezernat für Kultur und Freizeit u. a., Frankfurt am Main 1994, ISBN 3-88270-855-7.
- Zum Kampf auf Leben und Tod! Das Buch vom Widerstand der Juden 1933–1945. Kiepenheuer & Witsch, Köln 1994, ISBN 3-462-02292-X.
- Rotbuch: Stalin und die Juden. Die tragische Geschichte des Jüdischen Antifaschistischen Komitees und der sowjetischen Juden. Aufbau-Verlag, Berlin 1998, ISBN 3-351-02478-9.[11]
- Wir werden nicht untergehen. Zur jüdischen Geschichte. Ullstein, München 2002, ISBN 3-550-07546-4.
- Sing mit Schmerz und Zorn. Aufbau, Berlin 2004, ISBN 3-351-02579-3.
- Renate Kingma: Spuren der Menschlichkeit, Hilfe für jüdische Frankfurter im Dritten Reich. Geleitwort von Arno Lustiger. CoCon, Hanau 2006, ISBN 3-937774-33-5.
- Rettungswiderstand. Über die Judenretter in Europa während der NS-Zeit. Wallstein, Göttingen 2011, ISBN 978-3-8353-0990-6.

Als Gesprächspartner
- Basil Kerski, Joanna Skibinska (Hrsg.): Ein jüdisches Leben im Zeitalter der Extreme. Gespräche mit Arno Lustiger. Fibre, Osnabrück 2004, ISBN 3-929759-93-4.
- Das wird dir niemand glauben. In: Martin Doerry (Hrsg.): Nirgendwo und überall zu Haus. Gespräche mit Überlebenden des Holocaust. Deutsche Verlags-Anstalt, München 2006, ISBN 3-421-04207-1, S. 142–151 (auch als CD).
- Arno Lustiger erzählt aus seinem Leben: „Ich habe mein ganzes Leben Glück gehabt.“ In der Edition Zeugen einer Zeit. Aktives Museum Spiegelgasse für Deutsch-Jüdische Geschichte e. V., Wiesbaden 2008, ISBN 978-3-941289-01-7 (1 Audio-CD).

Als Herausgeber
- Das Schwarzbuch. Der Genozid an den sowjetischen Juden. Mit Ilja Ehrenburg und Wassili Grossman. Rowohlt, Reinbek bei Hamburg 1994, ISBN 3-498-01655-5.

## Auszeichnungen
- 1984: Bundesverdienstkreuz am Bande
- 1991: Johanna-Kirchner-Medaille der Stadt Frankfurt am Main
- 1994: Bundesverdienstkreuz I. Klasse
- 1998: Wilhelm-Leuschner-Medaille des Landes Hessen
- 1999: Moses-Mendelssohn-Medaille
- 1999: Goetheplakette der Stadt Frankfurt am Main
- 2000: Internationaler Brückepreis Görlitz
- 2001: Heinz-Galinski-Preis (gemeinsam mit Wolf Biermann)
- 2002: Aufbau-Kulturpreis
- 2003: Ehrendoktorwürde der Universität Potsdam
- 2007: Professortitel des Landes Hessen
- 2009: Großes Bundesverdienstkreuz